# 2005年飓风卡特里娜
飓风卡特里娜（英語：Hurricane Katrina）是2005年8月出現的一個五級颶風，在美國路易斯安那州新奥尔良造成了嚴重破壞。2005年8月25日，颶風以一級颶風的強度在美国佛罗里达州登陆，8月29日破晓时分，再次以三級颶風的強度在美国墨西哥湾沿岸路易斯安那州新奥尔良外海岸登陆。登陆超过12小时后，才減弱为熱帶風暴。由於颶風卡崔娜對美國地區造成空前的災難，该名称已从飓风命名序列中除名。第二天下半旗，是卡特里娜颶風是成為造成經濟損失最大。

## 氣象歷史
美國國家颶風中心（National Hurricane Center，簡稱NHC）2005年8月23日發布，第12號熱帶低氣壓已在巴哈馬東南方海域上形成。這個編號一度受到大家的討論，因為第12號熱帶低氣壓有一部分是由第10號熱帶低氣壓的殘餘所形成，而根據國家颶風中心的命名規則，一個系統消散然後又再形成時，應保留同一個編號。而事後分析顯示第10號熱帶低氣壓殘餘的一個中層渦度與另一個擾動合併並發展成熱帶低氣壓，所以給一個新的編號是恰當的。
這個系統於8月24日早上增強為熱帶風暴
，並給予命名卡特里娜，接著在8月25日持續增強為颶風，是2005年大西洋颶風季第四個颶風，於當天18:30以每小時130公里的風速在佛羅里達州哈倫代爾海灘和阿文圖拉之間登陸。

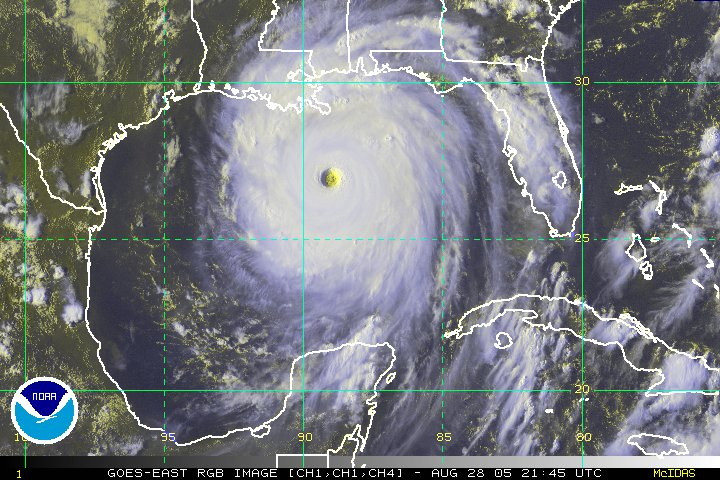
8月28日在美國墨西哥灣沿岸地區附近的颶風卡特里娜。

卡特里娜橫過佛羅里達州南部後進入墨西哥灣。在墨西哥灣超過攝氏32度的海水溫度、微弱的垂直風切變和良好的高空輻散下，卡特里娜迅速增強為一個5級颶風，近中心最高持續風速為每小時280公里。隨著卡特里娜再次靠近美國，因眼牆置換週期而減弱，最終在8月29日6:10（北美中部時區）以每小時205公里的強度在路易斯安那州比勒斯再次登陸。當日10:00（北美中部時區），卡特里娜以每小時195公里的風速在路易斯安那州和密西西比州之間第三次登陸。
卡特里娜在密西西比州默里迪恩減弱為熱帶風暴。之後系統加速向東北移動，於8月31日在田納西州克拉克斯維爾減弱為熱帶低氣壓，隨後在俄亥俄州克拉克斯維爾轉化為一溫帶氣旋，加拿大颶風中心亦於當日在下午7時對卡特里娜的殘餘發布最後一則消息。同日下午10時，美國國家海洋暨大氣總署水文氣象預報中心（Hydrometeorological Prediction Center，簡稱HPC）發布最後一次對卡特里娜的殘餘發出報告。

## 影響

颶風卡特里娜在路易斯安那州登陸時的雷達圖。

美國政府要求紐奧良城市百萬人撤離颶風可能抵達的地區。墨西哥灣附近三分之一以上油田被迫關閉。七座煉油廠和一座美國重要原油出口設施也不得不暫時停工。紐約商品交易所原油價格8月29日開盤時每桶飆升4.67美元，達70.8美元。在亞特蘭大，加油站的價格更要高5美元/加侖。8月31日，小布什政府同意動用戰略石油儲備，幫助嚴重破壞的原油加工廠恢復生產。国际能源机构9月2日宣布，所有26个成员国一致同意每天将战略储备的200万桶原油投放市场，为期30天，以帮助解决因“卡特里娜”飓风造成的市场紧张局面。纽约市场原油期货价格当天应声大幅下跌。
在宣佈路易斯安那州進入緊急狀態一天後，8月28日布什總統又宣佈密西西比州進入緊急狀態。密西西比州哈瑞森縣（the Harrison County）共有80人喪生。整個密西西比州的死亡人數至少為218人，路易斯安那州423人，阿拉巴馬州2人，佛羅里達州14人。密西西比州、路易斯安那州、阿拉巴馬州和佛羅里達州至少有230萬居民受到停電的影響。另外也造成了大規模的通訊故障。由於投資者擔心颶風會給美國經濟帶來巨大損失，8月30日紐約股市三大股指全線下挫。有些城市甚至90%的建築物遭到了毀壞。布希說完全恢復到災前水平需要數年的時間。
紐奧良9月1日出現了無政府狀態的混亂局面，部分地區的劫匪們公然當著警衛隊和警察的面，大肆燒殺搶掠和強姦，又和警方槍戰。美国路易斯安那州州长布兰科当天说，300名刚从伊拉克撤回的国民警卫队队员已经抵达新奥良市维护治安，并被授权随时开枪击毙暴徒。当地时间9月2日凌晨4时35分，紐奥良的河岸边突然发生数次剧烈爆炸。布希9月3日表示，他将下令7000名士兵在72小时内紧急赶赴美国南部墨西哥湾的受灾地区。9月4日该市发生了武装团伙与警察之间的枪战，有4人死亡，局势仍相当混乱。紐奥良市警察面临沉重压力，有两名警察自杀身亡，200人交出了自己的警徽提出辞职。联合国儿童基金会发言人佩索纳兹9月2日在日内瓦说，灾区目前有30至40万儿童无家可归。紐奥良市5名灾民感染霍乱弧菌丧生。位于灾区的两处航空设施遭飓风破坏。美鐵火車日落特快號由新奧爾良至奧蘭多服務中斷。
“基地组织”三号人物扎卡维领导的“伊拉克圣战基地组织”9月4日在网站上发表声明说，“压迫者”美国遭受飓风袭击导致大量伤亡是“真主动怒”的结果。
而NBA球隊紐奧良黃蜂的主場舘冰沙國王中心亦因受颶風襲擊嚴重損毀，致使黃蜂隊一度遷往奧克拉荷馬市的福特中心作為主場。
| 最强烈的大西洋飓风     | 最强烈的大西洋飓风 | 最强烈的大西洋飓风 | 最强烈的大西洋飓风 | 最强烈的大西洋飓风 |
| 排名                   | 飓风               | 飓风季             | 气压               | 气压               |
| 排名                   | 飓风               | 飓风季             | 百帕               | 英寸汞柱           |
| ---------------------- | ------------------ | ------------------ | ------------------ | ------------------ |
| 1                      | 威尔玛             | 2005               | 882                | 26.05              |
| 2                      | 吉爾伯特           | 1988               | 888                | 26.23              |
| 3                      | “劳动节”           | 1935               | 892                | 26.34              |
| 4                      | 丽塔               | 2005               | 895                | 26.43              |
| 5                      | 米尔顿             | 2024               | 897                | 26.50              |
| 6                      | 艾倫               | 1980               | 899                | 26.55              |
| 7                      | 卡米尔             | 1969               | 900                | 26.58              |
| 8                      | 卡特里娜           | 2005               | 902                | 26.64              |
| 9                      | 米奇               | 1998               | 905                | 26.73              |
| 9                      | 迪安               | 2007               | 905                | 26.73              |
| 来源：大西洋飓风数据库 |                    |                    |                    |                    |

| 排名                               | 名称             | 飓风季 | 登陆时气压      |
| ---------------------------------- | ---------------- | ------ | --------------- |
| 1                                  | “劳动节”         | 1935   | 892毫巴（百帕） |
| 2                                  | 卡米尔           | 1969   | 900毫巴（百帕） |
| 3                                  | 玉兔             | 2018   | 900毫巴（百帕） |
| 4                                  | 迈克尔           | 1992   | 919毫巴（百帕） |
| 5                                  | 卡特里娜         | 2005   | 920毫巴（百帕） |
| 6                                  | 玛丽亚           | 2017   | 920毫巴（百帕） |
| 7                                  | 安德鲁           | 1992   | 922毫巴（百帕） |
| 8                                  | “印第安诺拉”     | 1886   | 925毫巴（百帕） |
| 8                                  | “关岛”           | 1900   | 930毫巴（百帕） |
| 10                                 | “佛罗里达礁岛群” | 1919   | 927毫巴（百帕） |
| 来源：大西洋飓风数据库，飓风研究部 |                  |        |                 |

| 1                      | 卡特里娜 | 2005 | $1250億 |
| 2                      | 哈維     | 2017 | $1250億 |
| 3                      | 伊恩     | 2022 | $1130億 |
| 4                      | 瑪麗亞   | 2017 | $900億  |
| 5                      | 海倫妮   | 2024 | $879億  |
| 6                      | 米爾頓   | 2024 | $850億  |
| 7                      | 艾達     | 2021 | $750億  |
| 8                      | 桑迪     | 2012 | $650億  |
| 9                      | 艾瑪     | 2017 | $521億  |
| 10                     | 艾克     | 2008 | $300億  |
| 来源：美国国家飓风中心 |          |      |         |

## 救援

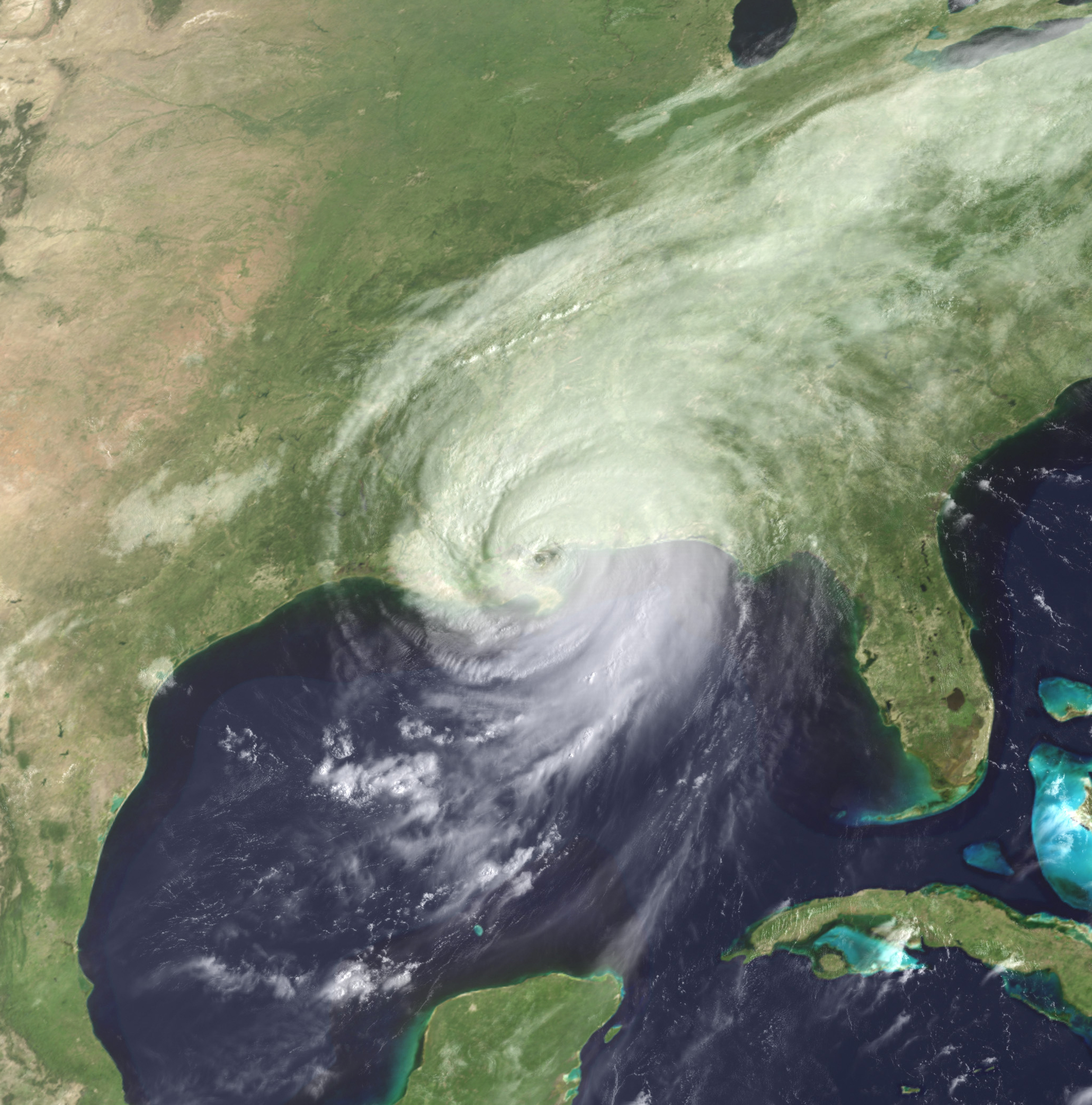
颶風卡特里娜在路易斯安那州新奧爾良登陸。

美國國務院發言人麥科馬克9月1日在新聞發布會上說，國務卿萊斯在與白宮協商後表示，美國願意接受外國因颶風而提供的任何援助。联合国人道主义事务协调办公室官員9月2日表示，联合国已经组建了一支特殊任务部队，准备派往灾区协助救灾工作。已有包括欧盟、澳大利亚、中国
、俄罗斯、以色列、日本、加拿大、美洲国家组织等20多個国家、地区和组织向美国提供了援助。196名墨西哥官兵9月8日乘车越过边境进入美国，协助灾区的救灾工作。这是159年来墨西哥部队首次踏上美国领土。9月1日晚参议院批准105亿美元的救灾款。9月8日晚，美国总统布希正式签署了一份总额为518億美元的紧急救灾拨款法案。布什9月23日签署了金額為61億美元的灾后紧急减税法案，以帮助卡崔娜飓风灾民度过难关。
面对国内民众的质疑和批评，美国白宫和国会9月6日宣布将对联邦政府在应对飓风袭击过程中是否存在失误展开调查。为了回应国内外对救援灾区不力的指责，美国政府9月9日宣布，撤去联邦紧急措施署（FEMA）署长迈克尔·布朗的救援指挥职务，由美国海岸警卫队副司令长官萨德·艾伦中将接替他主持救援工作。由于受到救灾不力的批评，美国联邦紧急措施署署长迈克尔·布朗9月12日提出辞职。不久以后，布希总统宣布提名该署有着30年消防经验的高官戴维·保利森接替其职。12月底，美国联邦当局说，有49人被指涉嫌参与盜竊卡催娜飓风受害者援助基金，而面临刑事指控。2006年2月20日，美国路易斯安纳州推出房屋重建计划，帮助该州在卡特里娜飓风中损失惨重的居民重建家园。

## 圖像

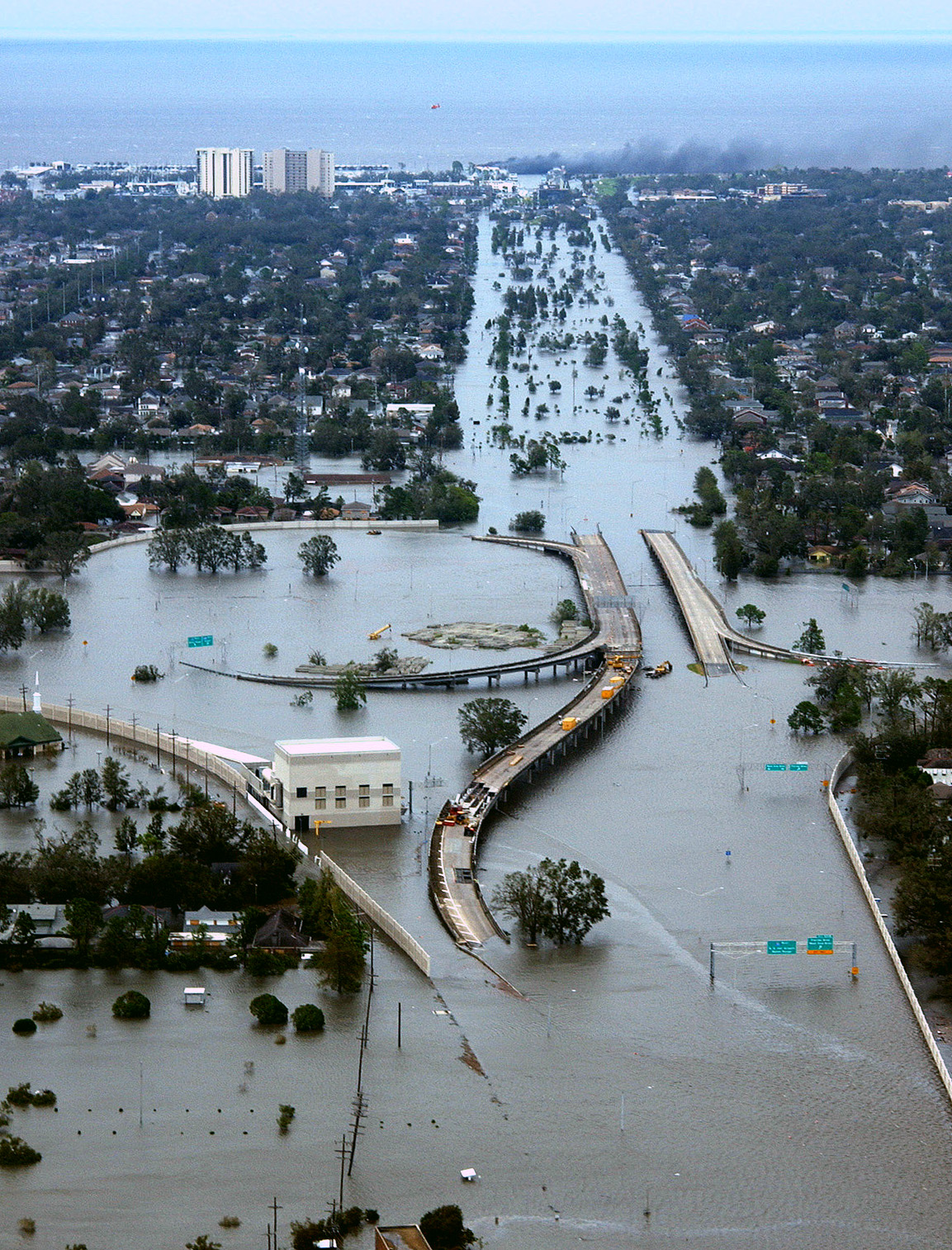
被海水淹沒的新奧爾良
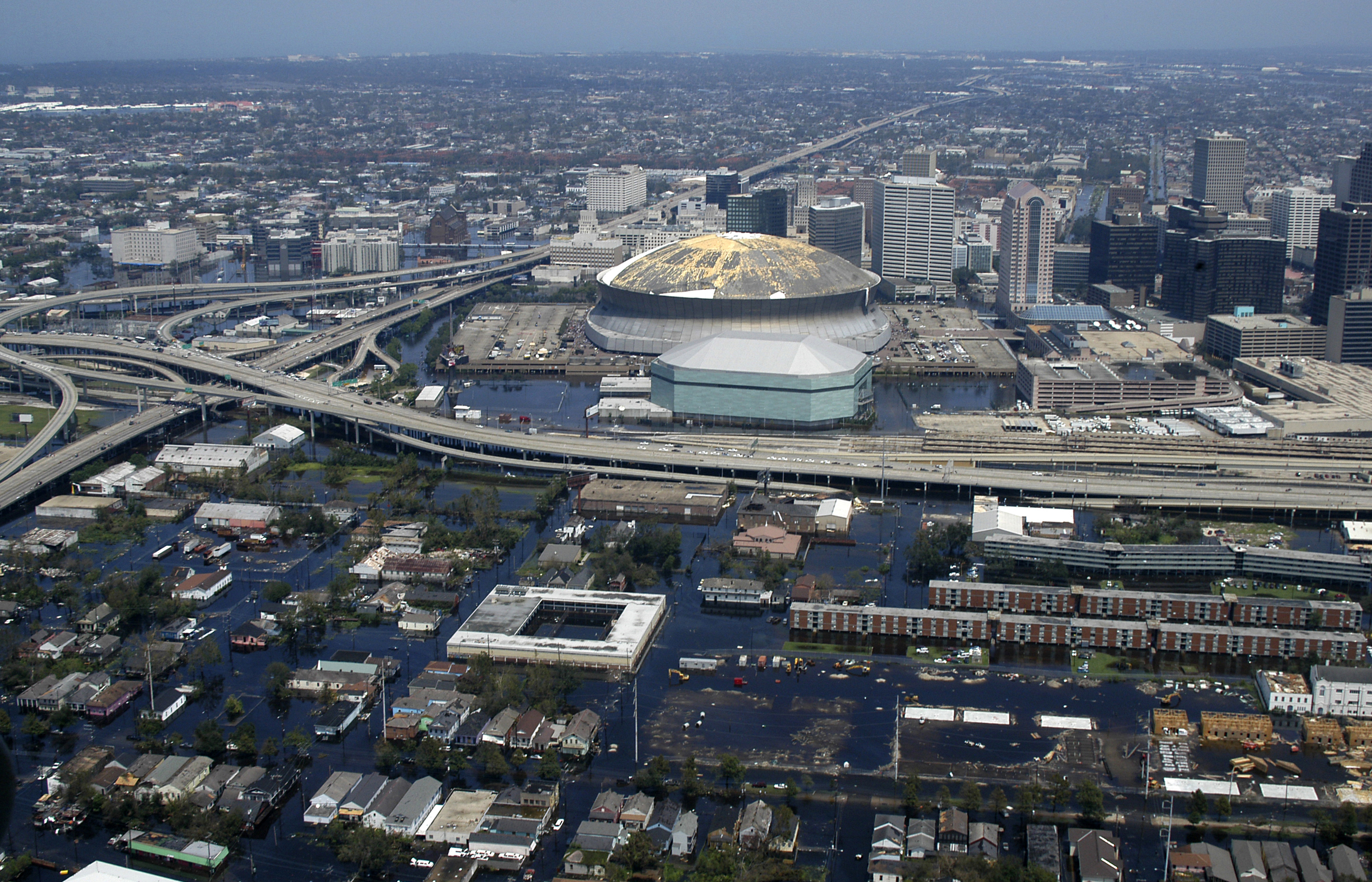
被海水淹沒的新奧爾良

## 延伸閱讀
- Brennan, Virginia. . Baltimore: Johns Hopkins University Press. 2009. ISBN 978-0-8018-9199-1.
- Center for Public Integrity (编). . Baton Rouge: LSU Press. 2007. ISBN 978-0-8071-3284-5.
- Dyson, Michael Eric. . New York: Perseus Books Group. 2006. ISBN 0-465-01761-4..
- Eggers, Dave. . San Francisco: McSweeney's Books. 2009. ISBN 978-1-934781-63-0.
- Hartman, Chester; Squires, Gregory D. (编). . Routledge. 2006. ISBN 0-415-95487-8..
- Saint-Saens, Alain. . New Orleans: University Press of the South. 2010. ISBN 1-889431-87-7..
- Scott, Cathy. . Hoboken: Howell Book House. 2008. ISBN 978-0-470-22851-7.
- Spielman, David G. . Baton Rouge: LSU Press. 2007. ISBN 978-0-8071-3252-4.

## 外部連結
- （英文）https://web.archive.org/web/20090826230250/http://metocph.nmci.navy.mil/jtwc.php 聯合颱風警報中心首頁

| A  | B | C | D  | E  | F  | G  | H  | I  | 10 | J |            |  |   |            |
|    |   |   |    |    |    |    |    |    |    |   |            |  |   |            |
| K  | L | M | N  | O  | P  | R  | 19 | S  | 0  | T |            |  |   |            |
|    |   |   |    |    |    |    |    |    |    |   |            |  |   |            |
| 22 | V | W | Αα | Ββ | Γγ | Δδ | Εε | Ζζ |    | 5 | K （历史） |  | 5 | W （历史） |

| 萨菲尔-辛普森飓风风力等级 |    |    |    |    |    |    |
| TD                        | TS | C1 | C2 | C3 | C4 | C5 |